# Пекшать
Пекшать — река в России, протекает в Лукояновском и Гагинском районах Нижегородской области. Устье реки находится в 8,8 км по правому берегу реки Ежать. Длина реки составляет 47 км.
Исток реки на Приволжской возвышенности у посёлка Белецкий (Большемаресьевский сельсовет, Лукояновский район) в 18 км юго-восточнее города Лукоянов. Верхнее течение проходит по Лукояновскому району, нижнее — по Гагинскому. Генеральное направление течения — северо-восток, река течёт по безлесой местности. Долина реки плотно заселена, на Пекшати стоят сёла Елфимово, Нехорошево, Большое Маресьево (Большемаресьевский сельсовет, Лукояновский район); Пекшать, Большая Уда, Ляпня (Ляпнинский сельсовет, Гагинский район). Приток — Уда (левый). Впадает в Ежать между сёлами Субботино и Паново-Осаново (Гагинский сельсовет, Гагинский район).
На своем протяжении принимает 76 притоков длиной менее 10 км. На водосборе реки расположено 22 озера и пруда. Ширина реки в основном 3 м, в расширениях до 15 м. Максимальная глубина более 2 м, в среднем 1,5 м. Скорость течения 0,1 м/с. Грунт плотный песчаный, местами с небольшим наилком. Река протекает по лесостепной всхломленной равнине, расчленённой речками, оврагами, долами и логами, приподнятой от 150 до 238 метров над уровнем моря. Имеются островки лесов из лиственных и хвойных пород. Речные долины глубоко врезаны и имеют асимметричную форму. Большие площади занимают чернозёмные почвы. Территория сильно распахана. Класс воды р. Пекшать в верхнем течении гидрокарбонатный, к устью он меняется на сульфатный, группа кальция и тип воды не изменяется. Жёсткость воды к устью возрастает в 3,6 раз и изменяется от довольно жесткой до очень жёсткой. Минерализация воды возрастает от средней до высокой. Цветность воды выше в верхнем течении, но не превышает 50º. Активная реакция воды слабощелочная. Солей железа мало.

## Данные водного реестра
По данным государственного водного реестра России относится к Верхневолжскому бассейновому округу, водохозяйственный участок реки — Сура от устья реки Алатырь и до устья, речной подбассейн реки — Сура. Речной бассейн реки — (Верхняя) Волга до Куйбышевского водохранилища (без бассейна Оки).
Код объекта в государственном водном реестре — 08010500412110000039616.